# مارتن مولفيل
مارتن مولفيل (بالإنجليزية: Martin Mulvihill)‏ هو كاتب أغاني أيرلندي، ولد في 1919، وتوفي في 21 يوليو 1987.

## روابط خارجية
- مارتن مولفيل على موقع ميوزك برينز (الإنجليزية)
- مارتن مولفيل على موقع أول ميوزيك (الإنجليزية)
- مارتن مولفيل على موقع ديسكوغز (الإنجليزية)